# Moltó dels matolls
El Moltó dels matolls és una figura trobada en les excavacions d'Ur, al sud d'Iraq, datat entre 2600 i 2400 aC. En l'actualitat s'exhibeix al Museu Britànic a Londres.

## Descobriment
Aquest moltó, descrit per alguns com a cabra, van ser descoberts per l'arqueòleg Sir Leonard Woolley durant la campanya de 1928-1929, junt al Gran Pou de la mort, una de les tombes al cementiri reial d'Ur. Woolley estava a càrrec del projecte conjunt entre el Museu Britànic i la Universitat de Pennsilvània, que s'havia iniciat el 1922. La parella de la figura es troba a la Universitat Museu de Pennsylvania a Philadelphia, als Estats Units. Woolley va anomenar la figura el "Moltó dels matolls" per la seva semblança amb el moltó del Gènesi 22 v. 13, en el qual Déu ordena al Patriarca Abraham sacrificar el seu fill Isaac, però, en l'últim moment va canviar d'opinió i va fer sacrificar un moltó: "Llavors va alçar Abraham seus ulls, i va mirar, i vet aquí la seva esquena un moltó travat en una bardissa per les seves banyes. I va anar Abraham i va prendre el moltó, i li va oferir per l'holocaust en el lloc del seu fill".

## Figura
Quan es va descobrir, la figura havia estat aixafada pel pes de la terra i el seu nucli de fusta interior s'havia descompost. Aquest nucli de fusta havia estat tallat per formar la cara i les cames, però el cos havia estat més o menys modelat. Woolley en els seus treballs de restauració va utilitzar cera per mantenir les peces juntes. El cap del moltó i les cames d'or foren repicades sobre la fusta i enganxades amb una capa d'asfalt. Malgrat que les orelles són de coure, ara són de color verd per l'oxidació del metall. Les banyes i el velló sobre les seves espatlles són de lapislàtzuli, i el cos és fet de petxina, unit a una capa més gruixuda d'asfalt. Els seus genitals són d'or, mentre que el seu ventre era de plata, ara oxidat després de la restauració. L'arbre és també recobert d'or amb flors també d'or. La figura se situa en una petita base rectangular, decorada amb un mosaic de petxina, pedra calcària de color vermell i lapislàtzuli. La figura estava associada originalment amb l'arbust amb flors de plata al voltant dels seus esperons, però aquestes s'han desintegrat del tot. Es creu que les dues figures originalment es van utilitzar per suportar alguna cosa, probablement un bol o un objecte similar. La figura segurament representa en realitat una cabra en dues potes menjant les fulles d'un arbust.